# Stazione di Rovereto-San Vito-Medelana
La stazione di Rovereto-San Vito-Medelana, indicata anche come stazione di Rovereto S.V.M., è una stazione ferroviaria di superficie della ferrovia Ferrara-Codigoro. Si trova nel comune di Ostellato, in provincia di Ferrara. Serve la frazione di Rovereto, quelle vicine di Medelana e San Vito, nonché le zone rurali circostanti.
È gestita da Ferrovie Emilia Romagna (FER).

## Strutture e impianti
Il piazzale è dotato di 1 binario ferroviario.

## Movimento
La stazione è servita da treni regionali svolti da Trenitalia Tper nell'ambito del contratto di servizio stipulato con la regione Emilia-Romagna.
A novembre 2019, la stazione risultava frequentata da un traffico giornaliero medio di circa 107 persone (55 saliti + 52 discesi).